# MS Edward Dembowski
MS Edward Dembowski – drobnicowiec należący do Polskich Linii Oceanicznych, w latach 1975-1983 hulk szkolny – siedziba szkoły i internat Liceum Morskiego w Gdyni.
Zbudowany w stoczni Eriksbergs Mekaniska Verkstad AB w Göteborgu w roku 1941, pływał jako szwedzki „Sven Salen”. W sierpniu 1954 roku zakupiony przez Polskie Linie Oceaniczne, został wyczarterowany dla przedsiębiorstwa Chipolbrok i pływał na linii do Chin.
W 1973 roku wycofany z eksploatacji i przebudowany na potrzeby szkoły w gdańskiej Stoczni Remontowej. Międzypokłady ładowni nr 2, 3 i 4 przebudowano na sale lekcyjne i 4-osobowe kabiny. Kabiny dla 160 uczniów i 25 osób załogi urządzono wzdłuż burt, a pośrodku umieszczono ciąg pięciu sal wykładowych. Dół ładowni przerobiono na salę gimnastyczną oraz warsztaty praktycznej nauki zawodu (ślusarnia, stolarnia, warsztat obróbki mechanicznej). Ładownia nr 1 pozostała bez zmian do ćwiczeń sztauerskich. Na dziobie umieszczono łaźnię, bibliotekę i kancelarię szkoły. Na pokładzie pozostawiono oryginalny osprzęt przeładunkowy (sprzężone bomy ładunkowe).

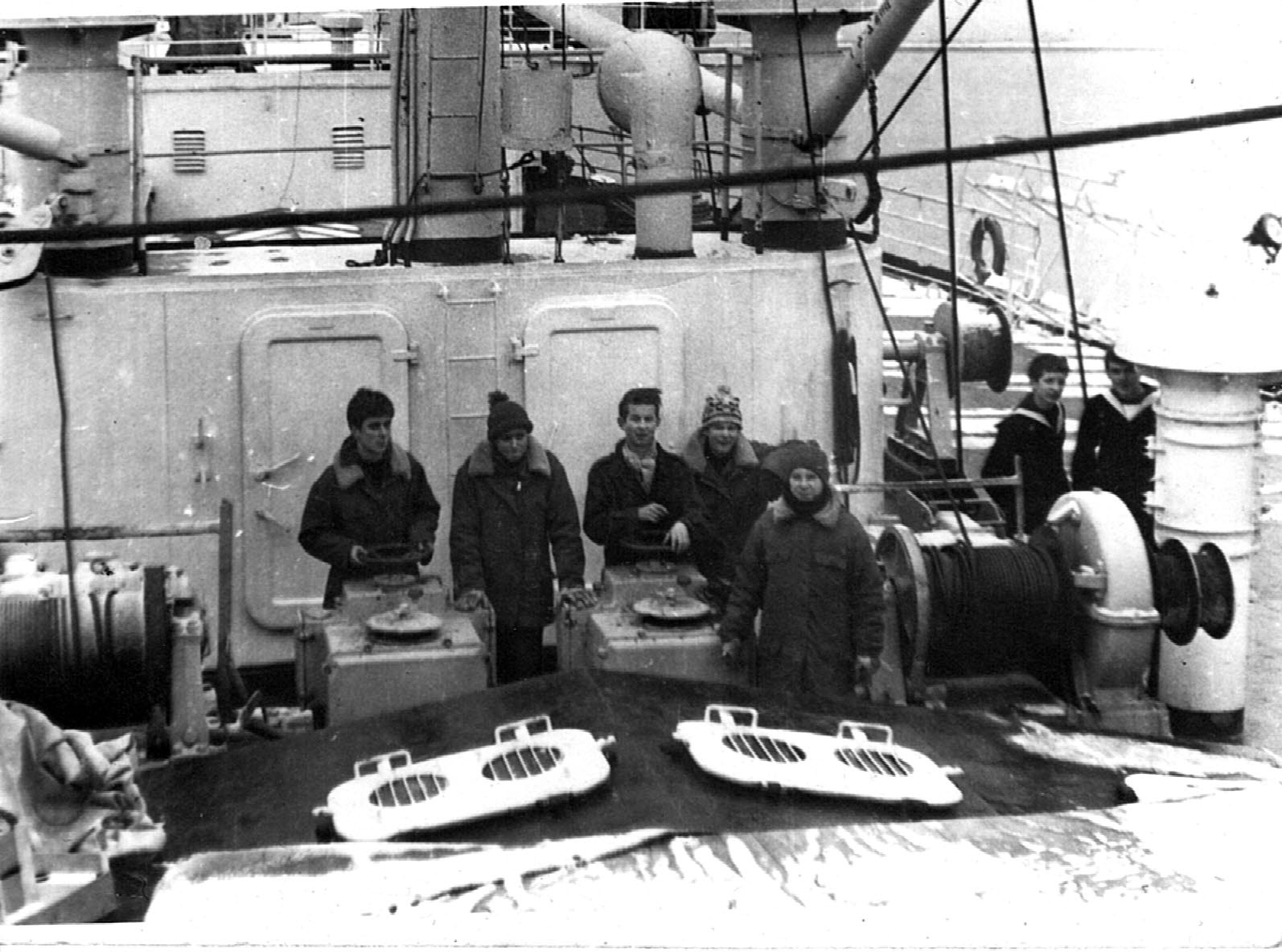
Uczniowie Liceum Morskiego w czasie zajęć na „Dembowskim”

Statek rozpoczął służbę szkoleniową po rejsie próbnym 27 października 1974 roku. W latach 1975–1978 „Edward Dembowski” odbył 10 kilkunastodniowych podróży szkolnych po Bałtyku i Morzu Północnym. W 1978 roku Polski Rejestr Statków odmówił odnowienia dokumentów pozwalających na odbywanie rejsów i statek zacumowano w Gdyni jako hulk stojący latem w Basenie Rybackim a zimą przy Skwerze Kościuszki.
Z powodu stanu technicznego internat na statku stanowił zagrożenie pożarowe i sanitarne, a także generował dodatkowe koszty w porównaniu z budynkami szkolnymi na lądzie. W 1982 roku postanowiono wstrzymać nabór nowych uczniów do Liceum Morskiego. Latem 1983 roku w PLO powołano komisję do sprzedaży statku. 1 września 1983 roku opuszczono polską banderę, a 29 marca 1984 roku „Edward Dembowski” opuścił Gdynię na holu.

## Dane techniczne
Statek o długości całkowitej 131,7 m i szerokości 17,3 m oraz zanurzeniu 7,9 m miał nośność 9149 ton (według innych źródeł, nośność 9205 ton). Pojemność brutto wynosiła 4750, a netto 2709 ton rejestrowych. Cztery ładownie miały razem pojemność 9141 m³. Silnik spalinowy Eriksbergs M.V. o mocy 5400 KM napędzał pojedynczą śrubę (inne źródła wskazują na silnik Burmeister & Wain). Prędkość statku wynosiła 14 węzłów (inne źródła podają 12,1 węzła).
Pierwotnie statek jako drobnicowiec miał 12 miejsc pasażerskich, później liczbę ich zmniejszono do czterech. Załoga liczyła 38 osób.